# تپه بردآوان
تپه بردآوان مربوط به دوره ساسانیان است و در شهرستان اشنویه، بخش نالوس، دهستان اشنویه جنوبی، روستای ده گرجی واقع شده و این اثر در تاریخ ۲۸ شهریور ۱۳۸۶ با شمارهٔ ثبت ۱۹۶۲۰ به‌عنوان یکی از آثار ملی ایران به ثبت رسیده است.